# Teynāl
Teynāl (persiska: تينال, تِينال, تِنال) är en ort i Iran.   Den ligger i provinsen Kurdistan, i den nordvästra delen av landet, 400 km väster om huvudstaden Teheran. Teynāl ligger 1 701 meter över havet och antalet invånare är 132.
Terrängen runt Teynāl är huvudsakligen kuperad. Teynāl ligger nere i en dal. Runt Teynāl är det ganska tätbefolkat, med 60 invånare per kvadratkilometer. Närmaste större samhälle är Shāhīdar, 15,9 km söder om Teynāl. Trakten runt Teynāl består i huvudsak av gräsmarker.